# Voyage (album, ABBA)
Voyage je deváté studiové album švédské popové skupiny ABBA. Vydáno bylo 5. listopadu 2021 a ukončilo téměř 40letou pauzu kapely od studiového alba The Visitors (1981). S deseti písněmi, které napsali Benny Andersson a Björn Ulvaeus, je to první album skupiny s novým materiálem za čtyřicet let. 

## Vznik a prezentace
V roce 2016 se po desetiletích na veřejnosti společně objevili čtyři členové kapely ABBA.
Roku 2018 byly nahrány singly I Still Have Faith in You a Don't Shut Me Down. Postupně se pak narodila myšlenka na produkci celého alba. To vzniklo ve studiu Riksmixningsverket Bennyho Anderssona ve Stockholmu. Björn Ulvaeus pak na jaře 2021 potvrdil, že ještě v témže roce vyjde nová hudba. Dne 26. srpna 2021 byl spuštěn web abbavoyage.com s odpočítáváním do 2. září. Album Voyage (cesta) bylo oficiálně představeno jako součást živého přenosu na YouTube 2. září 2021. Singly nahrané v roce 2018 vyšly poprvé. ABBA také oznámila na rok 2022 své hologramové turné,
Singly a hologramy měly být představeny jako součást živého vysílání NBC a BBC již v prosinci 2018. Ke zpoždění došlo kvůli technickým problémům a ještě kvůli pandemii covidu-19.Just a Notion vyšel 22. října 2021 jako třetí singl. Píseň existovala jako fragment od roku 1978 a měla se objevit na albu Voulez-Vous v následujícím roce.
Little Things, vánoční koleda, byla vydána jako čtvrtý singl 3. prosince 2021.
Stejně jako v případě Chiquitita bude veškerý výtěžek věnován pro UNICEF.

## Hologramové-turné

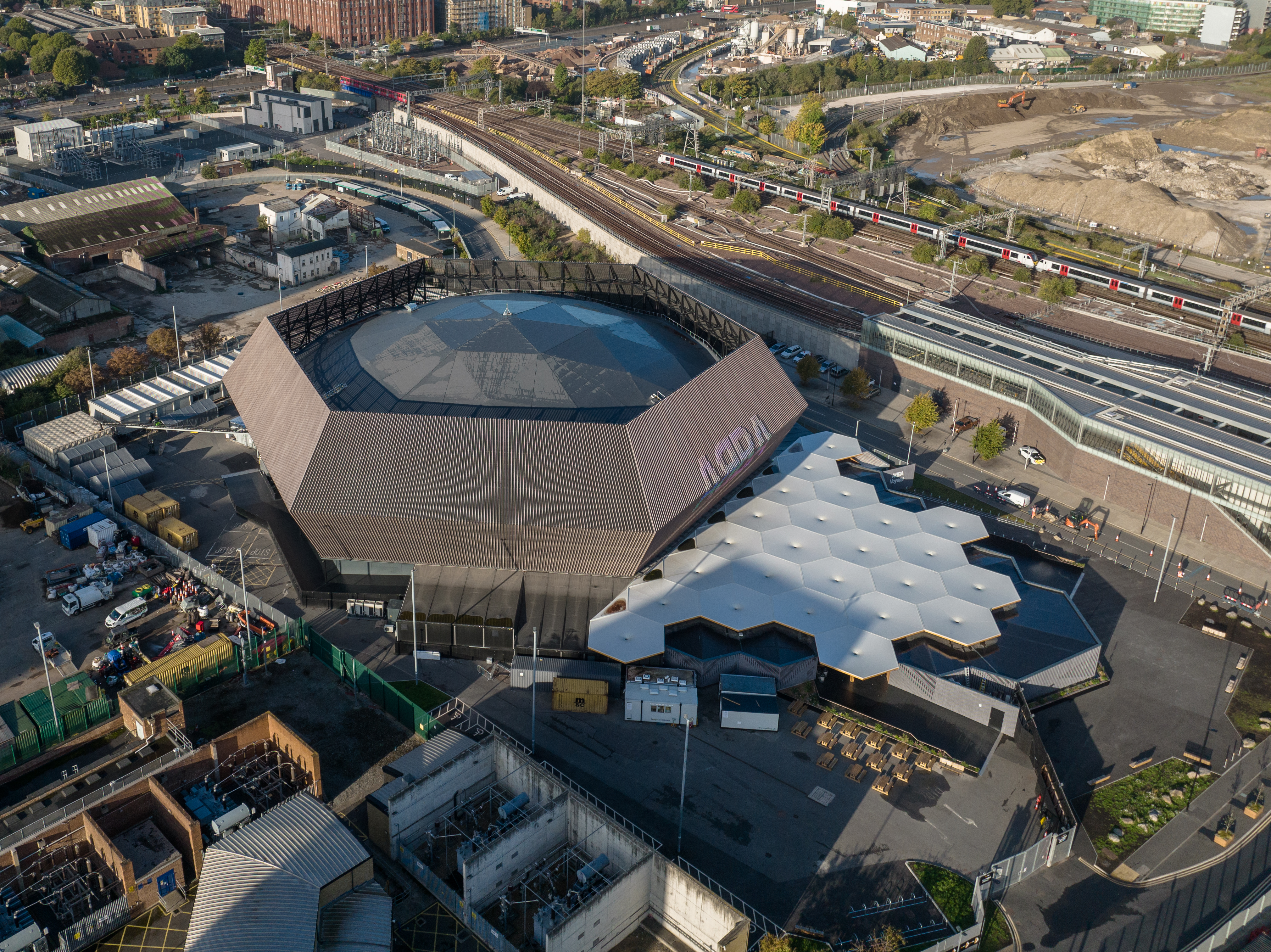
ABBA aréna pro Voyage. Londýn

ABBA v září 2017 poprvé oznámila, že připravuje digitální avatary. Ti se pod názvem „ABBAtars“ objeví během koncertů ABBA Voyage místo čtyř skutečných členů kapely, aby reprezentovali kapelu ve Physis roku 1979. Pro animaci avatarů pomocí motion capture, měli členové skupiny ABBA na sobě obleky pro zachycení pohybu a byli natočeni pomocí 160 kamer, s grafikou později doplněnou společností Industrial Light & Magic  , která se zabývá vizuálními efekty. Při multimediální show Abba Voyage virtuální obrazy členů kapely, takzvaní "abbataři", vystupují společně s živou doprovodnou kapelou v nově vybudované aréně.
Pro turné byla v londýnském olympijském parku speciálně postavena nová ABBA–aréna.
Digitální koncertní rezidence ABBA Voyage, byla v Londýně zahájenana dne 27. května 2022.

## Seznam titulů
| Voyage         | Voyage                    | Voyage |
| Č.             | Titul                     | Délka  |
| -------------- | ------------------------- | ------ |
| 1.             | I Still Have Faith in You | 5:09   |
| 2.             | When You Danced with Me   | 2:50   |
| 3.             | Little Things             | 3:08   |
| 4.             | Don’t Shut Me Down        | 3:56   |
| 5.             | Just a Notion             | 3:31   |
| 6.             | I Can Be That Woman       | 4:01   |
| 7.             | Keep an Eye on Dan        | 4:05   |
| 8.             | Bumblebee                 | 3:57   |
| 9.             | No Doubt About It         | 2:56   |
| 10.            | Ode to Freedom            | 3:32   |
| Celková délka: | Celková délka:            | 37:09  |

## Vystupující

#### ABBA
Anni-Frid Lyngstad – zpěv (hlavní zpěv ve skladbách 1, 8 a 9)
  Agnetha Fältskog – zpěv (hlavní zpěv ve skladbách 4, 6 a 7)
  Björn Ulvaeus – zpěv, koproducent, texty
  Benny Andersson – zpěv, piano, syntezátor, aranžmá, mix, producent

#### Ostatní vokalisté
Dětský sbor Stockholmské mezinárodní školy (skladba 3)

#### Ostatní hudebníci
Jan Bengtson – barytonsaxofon, flétna
  Mats Englund – basová kytara (skladba 6)
  Pär Grebacken – klarinet, zobcová flétna, tenorsaxofon
  Per Lindvall – bicí, perkuse
  Lasse Jonsson – kytara
  Lasse Wellander – kytara
  Margareta Bengtson – harfa

#### Produkce a design
Görel Hanser – koordinátor
  Baillie Walsh – design
  Bernard Löhr – zvukový technik, programování, mixáž
  Linn Fijal – zvukový technik
  Vilma Colling – zvukový technik
  Björn Engelmann – mastering
  Kimberley Akester –sbormistr dětského sboru Stockholmské mezinárodní školy (skladba 3)
  Anneli Thompson – hudební asistence, dětský sbor Stockholmské mezinárodní školy (skladba 3)
  Göran Arnberg – orchestrace / dirigent, Stockholmský koncertní orchestr (skladba 10)

## Recepce

#### Ocenění
V listopadu 2022 bylo album Voyage nominováno americkou Recording Academy v kategorii Album roku jako nejlepší popové vokální album na cenu Grammy Awards 2023.

#### Hitparády
S albem Voyage dosáhla ABBA poosmé na číslo jedna v německé hitparádě. S více než 200 000 prodanými kusy za první týden mělo album také nejúspěšnější start od začátku roku 2019 a nejúspěšnější uvedení mezinárodního počinu od roku 2015. Navíc se album Voyage ve svém debutovém týdnu prodávalo lépe než zbytek všech Top 100 dohromady.
Album bylo také jedničkou v britské hitparádě a během prvního týdne se prodalo přes 200 000 kusů.
Druhé místo v žebříčku Billboard 200 znamená také nejlepší umístění alba ve Spojených státech amerických.
Kromě toho Voyage ovládlo žebříčky v Austrálii, Belgii, Dánsku, Finsku, Francii, Řecku, Irsku, Novém Zélandu, Nizozemsku, Norsku, Portugalsku, Švédsku a Česku. Za první týden se alba prodalo přes milion kopií a během prvních dvou týdnů bylo streamováno více než 190 milionkrát.

#### Prodeje
Celosvětový prodej alba dosáhl do konce roku 2021 přibližně 2 050 000 kusů.
Podle IFPI bylo album Voyage osmým nejprodávanějším na světě (všechny formáty) a druhým v seznamu prodejů alb. V roce 2021 se prodalo 2 050 000 kopií a do listopadu 2022 přes 2,5 milionu.